# Beaulieu (entreprise)
Pour les articles homonymes, voir Beaulieu.

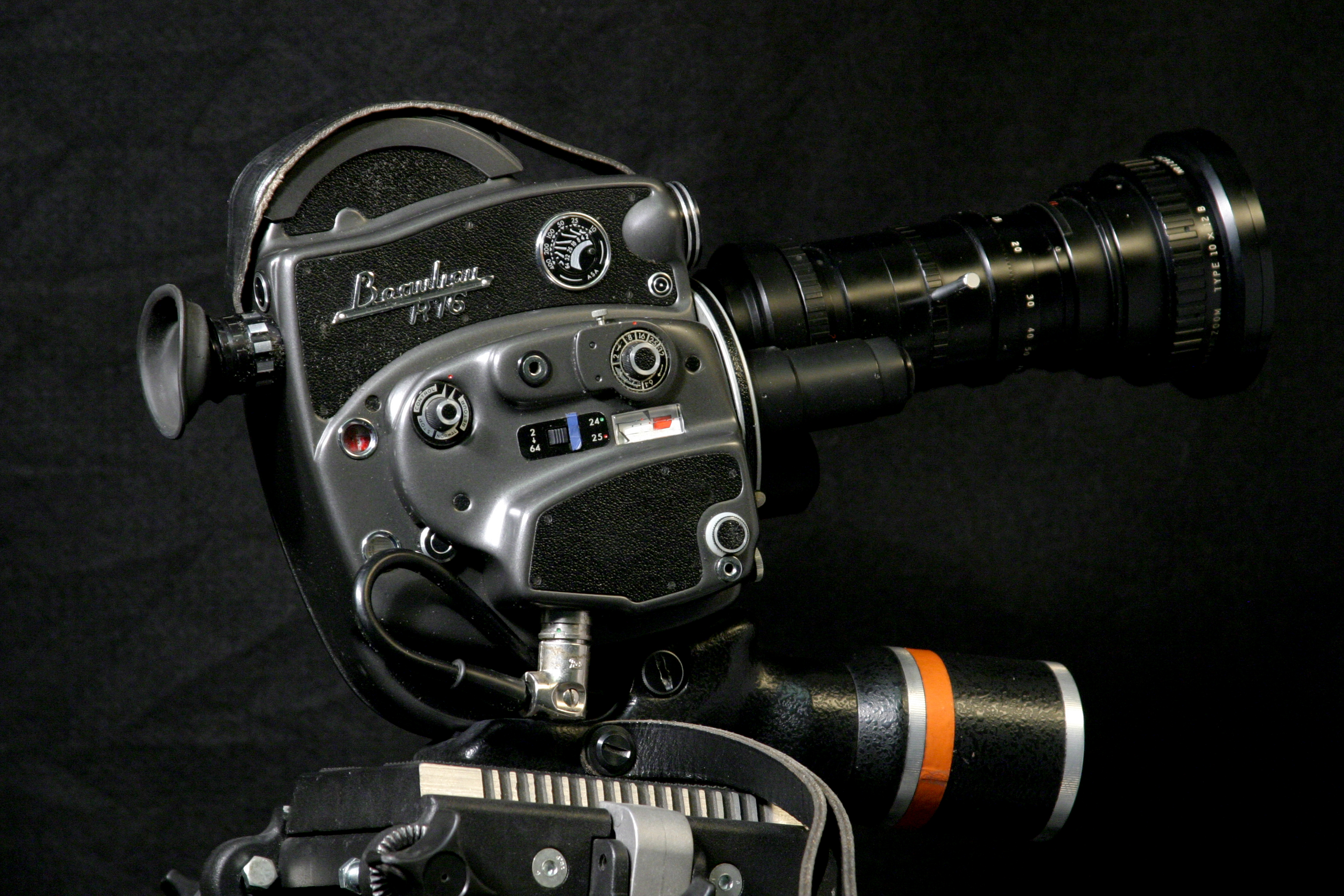
Caméra Beaulieu R16 avec zoom et moteur électrique.

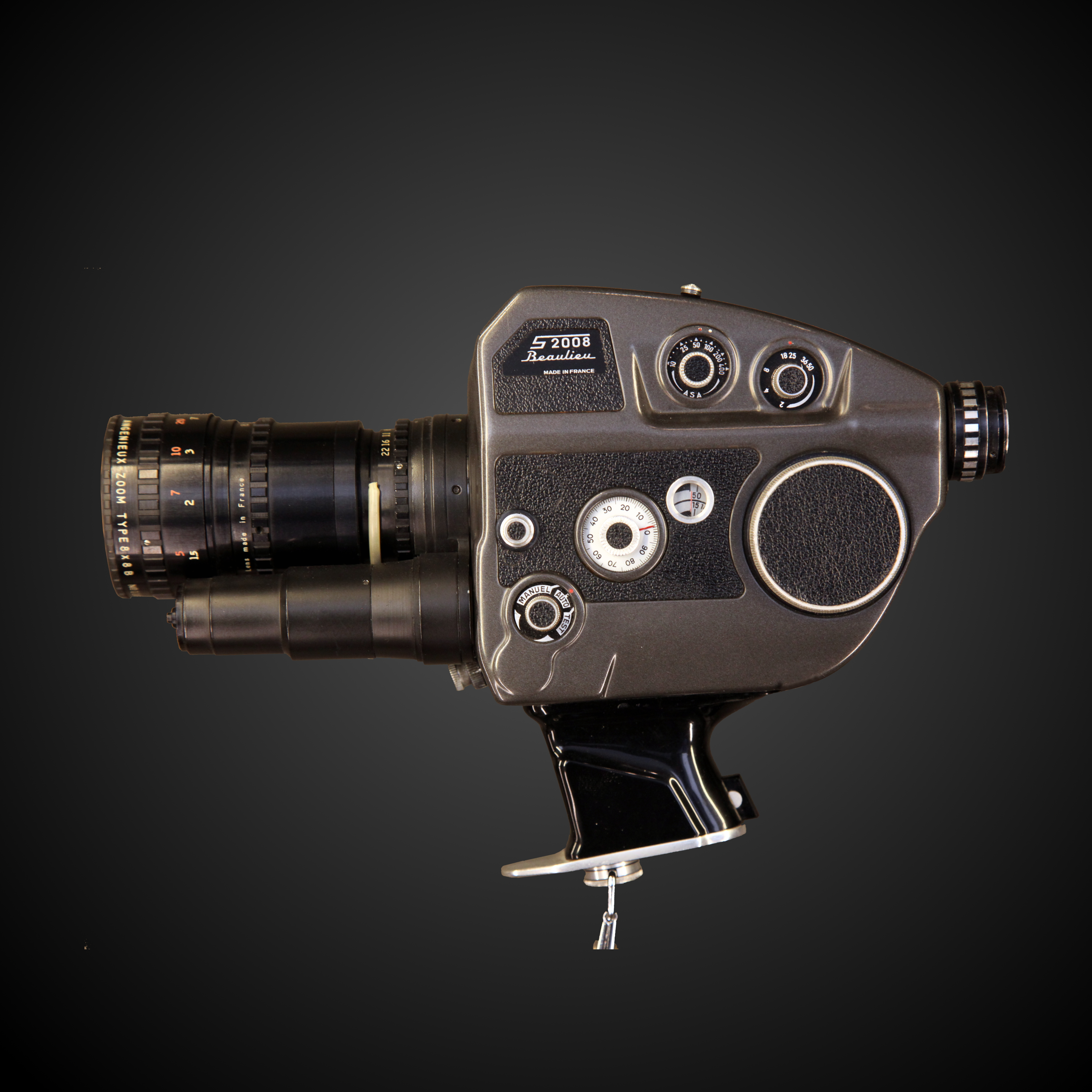
Caméra Beaulieu 2008S exposée au Conservatoire national des arts et métiers.

Beaulieu est une société française spécialisée dans la fabrication de caméras légères (formats 8 mm, 9,5 mm, 16 mm et super 8). 

## Histoire
Elle a été fondée à Champigny-sur-Marne en 1951 par Marcel Beaulieu, un ingénieur en mécanique français, né en 1908 à Paris et mort en 1985. Marcel Beaulieu travaille d'abord pour les firmes Pathé et Gaumont. De 1938 à 1950, il est le concepteur de plusieurs caméras de formats 16 mm, 9,5 mm et 8 mm sous les marques GIC et ETM. Il en sort une première caméra 16 mm, la M16, équipée d'un moteur à ressort.
Après avoir installé son usine à Romorantin, il lance en 1958 la caméra Beaulieu R16, qui s'aligne en tant que concurrente sérieuse de la caméra Paillard-Bolex H16, sans parvenir pourtant à la supplanter au niveau international. Ces caméras, créées toutes deux au départ pour les amateurs, séduisent une partie des professionnels du cinéma et de la télévision, notamment dans le cadre de documentaires ou de reportages pour lesquels elles sont munies d'un moteur électrique, de magasins de 120 mètres de pellicule 16 mm et de dispositifs d'enregistrement du son. La Beaulieu R16 est produite jusqu'en 1962.
En 1965, Marcel Beaulieu présente la caméra 2008 S (Super 8) lors de l'International Photographique Exhibition de New York. Cette nouveauté est accueillie avec enthousiasme par la presse spécialisée internationale. Elle réalise jusqu'à 70 % de son chiffre d'affaires à l'exportation et acquiert une renommée mondiale.
En 1974, Beaulieu lance la Beaulieu 5008 S, caméra semi-professionnelle Super-8 à deux vitesses.
En 1975-76, l'arrivée de la vidéo entraîne une érosion du marché du Super 8. Alors que les plus grandes marques disparaissent les unes après les autres, Beaulieu résiste tant bien que mal. Beaulieu lance la 6008S en 1979.
Mais la vidéo s'impose et Beaulieu industrie ne peut plus lutter, les licenciements deviennent inévitables. Seul un noyau de passionnés reste actif autour de Jean Ferras, ancien collaborateur de Marcel Beaulieu, bien décidé à prouver que sur un marché en perte de vitesse, le matériel de prises de vues cinématographiques de qualité avait encore un rôle à jouer. Le 1er janvier 2000 Jean Ferras, cède la direction de Beaulieu à Denis Belloy qui lance le défi de redonner une nouvelle dimension à la Société appelée désormais Beaulieu-Images.
Courant 2002 la production de caméras est arrêtée. Tournée vers l'informatique, Beaulieu fabrique des bornes multimédia tactile et des projecteurs d'images grand format pour façades d'entreprises, ainsi que les contenus multimédia pour ces différents supports. La société Beaulieu assure aussi un service de transfert de films sur DVD, MiniDV, VHS ou autres supports numériques, et le bureau d'études est toujours actif.